# Ил-20 (1948)
Ил-20 — советский бронированный штурмовик-бомбардировщик с поршневым двигателем М-47.

## История создания
Выполняя постановление правительства от 11 марта 1947 года, ОКБ С. В. Ильюшина разработало в конце 1947 года эскизный проект бронированного штурмовика-бомбардировщика Ил-20.
Ил-20 представлял собой однодвигательный двухместный низкоплан с однокилевым вертикальным оперением. Кабина пилота размещалась над двигателем М-47, что создавало отличный обзор. Все основные части самолёта — кабина экипажа, топливные баки, силовая установка — были размещены в бронекорпусе.
Эскизный проект Ил-20 был принят заказчиком, началась постройка опытного самолёта.
Опытный Ил-20 построили к концу ноября 1948 года. 5 декабря 1948 года Владимиром Коккинаки был выполнен первый полёт.
Однако на госиспытания Ил-20 не передавали, так как в испытательных полётах был отмечен очень высокий уровень вибраций от двигателя М-47. Кроме того, Ил-20 уже не отвечал требованиям времени, так как в конце 1940-х годов боевая авиация активно переходила на реактивную тягу. Также отмечалась значительная потеря скорости при стрельбе, что создавало опасность сваливания. Проект ИЛ-20 был свёрнут.

## Тактико-технические характеристики[2]

### Технические характеристики
- Экипаж: 2 человека
- Длина: 13,58 м
- Размах крыла: 15,43 м
- Площадь крыла: 44,0 м²
- Масса пустого: 7500 кг
- Масса снаряженного: 9500 кг
- Двигатель: 1 × жидкостного охлаждения V-образный 12-цилиндровый М-47
- Мощность: 1 × 3000 л. с. (2200 кВт)

### Лётные характеристики
- Максимальная скорость: 515 км/ч
- Практическая дальность: 1680 км
- Практический потолок: 7750 м
- Энерговооружённость: 0,23 кВт/кг

### Вооружение
- Пушечное:
  - 4 × 23-мм пушка НА-23
  - 2 × 23-мм пушки НС-23 в оборонительной турели
- Боевая нагрузка:
  - 1190 кг бомб
  - 8 × РС-82 или 4 × РС-132